# Берлінський процес
Берлінський процес — це дипломатична ініціатива, пов'язана з майбутнім розширенням Європейського Союзу. Це почалося з Берлінської конференції 2014 року, за якою послідували Віденський саміт 2015 року, Паризький саміт 2016 року, Трієстський саміт 2017 року, Лондонський саміт 2018 року та Познанський саміт 2019 року. Берлінський процес був започаткований з метою консолідації та підтримки динаміки процесу інтеграції в ЄС у світлі зростання євроскептицизму та п’ятирічного мораторію на розширення, оголошеного президентом Європейської комісії Жаном Клодом Юнкером.
Берлінський процес – це міжурядова ініціатива співпраці, спрямована на пожвавлення багатосторонніх зв’язків між Західними Балканами та вибраними державами-членами ЄС, а також на покращення регіональної співпраці на Західних Балканах у питаннях інфраструктури та економічного розвитку. Це одна з головних дипломатичних ініціатив у Південно-Східній Європі третього кабінету Меркель. Його доповнюють ініціативи, що стосуються конкретних країн Південно-Східної Європи (наприклад, німецько-британська дипломатична ініціатива щодо вступу Боснії та Герцеговини до ЄС).
Ініціатива включає шість країн Західних Балкан, які є кандидатами на членство в ЄС (Чорногорія, Сербія, Північна Македонія, Албанія ) або потенційними кандидатами (Боснія і Герцеговина, Косово), деякі члени ЄС, наприклад: Австрія, Болгарія, Хорватія, Франція, Греція, Німеччина, Італія, Польща та Словенія та одна третя країна, Сполучене Королівство. 
У 2020 році головували Болгарія та Північна Македонія.